# Эгино (герцог Тюрингии)
Эгино (Эгино Старший; лат. Egino; умер в 886) — герцог Тюрингии в 883—885 годах и граф Баданахгау (под именем Эгино I) с 885 года.

## Биография
О происхождении Эгино сведений в средневековых исторических источниках не сохранилось. Предполагается, что он мог быть близким родственником правителя Тюрингии Бурхарда. Не исключено и существование у Эгино родственных связей с Экбертинами и Конрадинами. На основании ономастических данных предполагается, что многие из персон IX века по имени Эгино были близкими родственниками. Сам род поэтому получил имя Эгинонов (нем. Eginonen). Его членов считают предками Эккехардинеров.
Первое упоминание об Эгино относится к началу 880-х годов, когда он враждовал с герцогом Тюрингии Поппо II из рода Поппонидов. О причинах этого междоусобия в средневековых источниках не сообщается. Возможно, свои права на Тюрингию Эгино обосновывал своими родственными связями с умершим в 873 году «герцогом тюрингов» Тахульфом, на дочери которого он был женат. В 882 году Эгино и его союзники из Саксонии успешно воевали против Поппо II и подвластных тому тюрингцев. В следующем году войско Эгино ещё раз нанесло поражение герцогу Тюрингии, убив бо́льшую часть воинов Поппо II и заставив того бежать только с немногими оставшимися в живых. К 883 году также относится свидетельство «Фульдских анналов», наряду с Поппо II упоминавшее Эгино с титулом «герцог Тюрингии» (лат. dux Thuringorum). Однако уже в 885 году Поппо II поддержал его брат Генрих Франконский. Будучи одной из наиболее приближённых к Карлу III Толстому персон, Генрих убедил императора франков потребовать от Эгино возвратить Поппо II власть над Тюрингией. Эгино был вынужден подчиниться, в обмен получив графство Баданахгау (в Восточной Франконии). Этим титулом Эгино владел до самой смерти.
В поминальных книгах Фульдского аббатства сообщается о смерти Эгино в 886 году. Датированное 887 годом упоминание в одном из документов из «Кодекса Эберхарда» графа Эгино как тогда ещё жившего — ошибочно, так как в том же источнике живым назван и Генрих Франконский, дата смерти которого — 886 год — достоверно известна.
Скорее всего, непосредственным преемником Эгино в Баданахгау был его тёзка Эгино II, первое упоминание о котором, вероятно, относится к 888 году. Предполагается, что эта погибшая в 908 году в сражении при Эйзенахе персона была сыном своего предшественника. В отличие от Эгино II, герцога Тюрингии называют Эгино Старшим и графом Баданахгау Эгино I.
Предполагается, что дочь или внучка Эгино была женой Людольфа, сына герцога Саксонии Оттона I Сиятельного. Как близкий родственник Людольфингов некий Эгино (точно неизвестно, сам Эгино или Эгино II) упоминался в «Книге побратимов» монастыря Райхенау.

## Комментарии
1. ↑  Также есть мнение, что Эгино мог быть единокровным братом Генриха Франконского и, таким образом, принадлежать к Поппонидам[1].